# Харитон Исповедник
Харитон Исповедник (греч. Χαρίτων ο Ομολογητής; † ок. 350 года) — христианский святой, почитаемый в лике преподобных. Память в Православной церкви совершается 28 сентября (11 октября), в Католической церкви — 28 сентября. Сведения о Харитоне известны из различных вариантов его жития.

## Жизнеописание

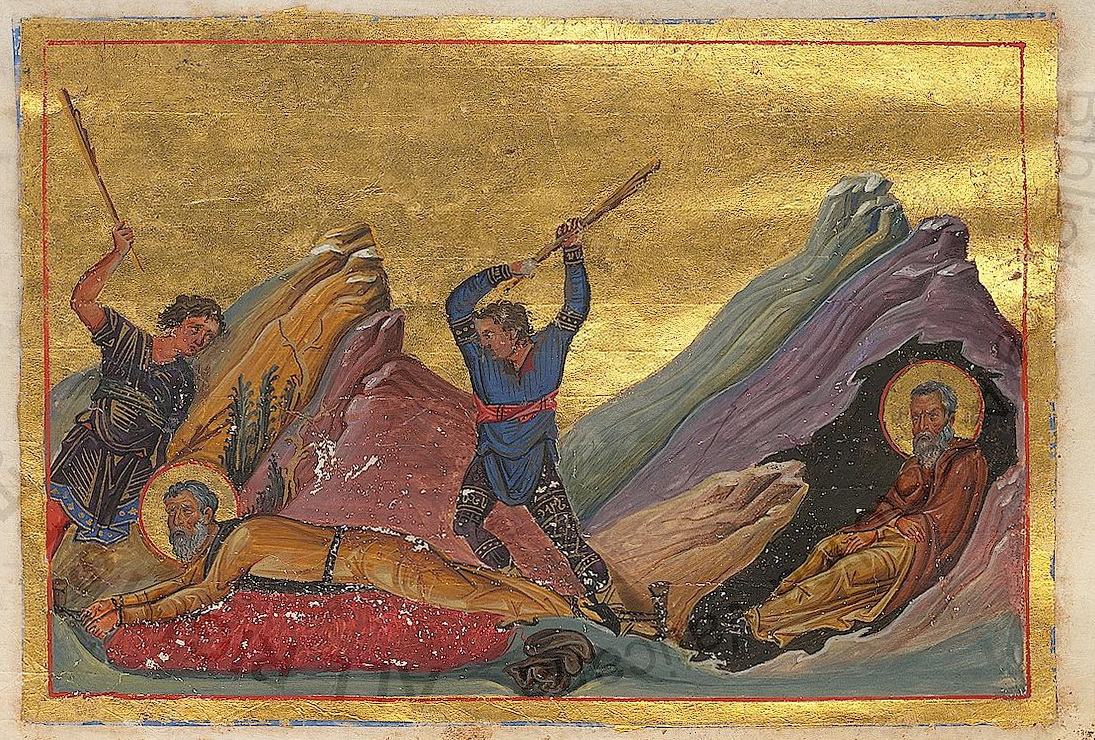
Мучения преподобного Харитона

Харитон был родом из Иконии (Малая Азия). В своём родном городе пострадал во время гонений на христиан при императоре Аврелиане (270—275). Житие преподобного описывает его мучения следующим образом: «Святого же так били по всему телу, что видны были и внутренности его; ибо мясо отпадало от костей, кровь лилась рекою, и всё тело стало сплошною язвою». После длительных мучений Харитона заключили в темницу откуда он был освобождён в правление императора Тацита. Получив свободу, он отправился в паломничество на Святую Землю. В окрестностях Иерусалима он был захвачен разбойниками, которые привели его в пещеру. От смерти Харитона спасло то, что в пещеру вползла змея и своим ядом отравила сосуд с вином, выпив которое разбойники погибли.
Харитон остался жить в этой пещере, устроил в ней церковь. Вскоре у него появились последователи и в том месте образовалась Фаранская лавра, ставшая первой монашеской обителью в Иудейской пустыне. Желая уединения, преподобный вскоре удалился оттуда. На новом месте жительства Харитоном была основаны Иерихонская лавра в пещерах Сорокадневной горы (см. Монастырь Искушения), а затем, на третьем месте уединения, — Суккийская лавра на потоке Сукка, между Фекуею и Мёртвым морем (греческое название — «Старая (Ветхая) лавра»). Уходя из Фаранской лавры, преподобный Харитон оставил своим ученикам правила, своего рода устав, относительно пищи, псалмопения и других сторон жизни, из каковых правил известны: совет инокам есть только раз в день вечером, — хлеб, соль и воду, требование неотлучного пребывания в монастыре и гостеприимства.
Преподобный Харитон остался жить в Суккийской лавре, но желая умереть на месте начала своих отшельнических подвигов, вернулся в Фаранскую лавру где скончался около 350 года. Был погребён в церкви, построенной на месте пещеры разбойников.

## Значение преподобного Харитона в формировании Иерусалимского Типикона
Предание ставит Харитона Исповедника в числе родоначальников Иерусалимского устава. Древнейшие из сохранившихся списков этого устава (XIII в.) увещавают игумена «непреложно и неизменно соблюдать церковное последование, чин и устроение, как предано нам и узаконено бывшими до нас святыми отцами во святых их монастырях и лаврах, то есть Евфимием Великим, Саввою Освященным, Феодосием Киновиархом, Герасимом Иорданским, Харитоном Исповедником и Кириаком отшельником».
О том же говорит и святой Симеон Солунский: «Святой отец наш Савва начертал этот устав, приняв его от святых Евфимия и Феоктиста, а они приняли его от бывших прежде них и от исповедника Харитона».
Высоко оценивая вклад преподобного Харитона в формирование Иерусалимского устава и развитие Палестинского монашества, Типикон предусматривает совершение ему полиелейной службы, что редко встречается у святых Древней Церкви.